# ضاحية سيفغانغا
سيفجانجا رمزها «SI» (بالإنجليزية: Sivaganga)‏ ، هو تقسيم إداري لدولة الهند تتبع ولاية تاميل نادو (بالإنجليزية: Tamil  Nadu)‏ ، مركزها هو مدينة سيفجانجا (بالإنجليزية: Sivaganga)‏ عدد سكانها حسب تعداد سنة 2001 هو 1,150,753 ، مساحتها 4,086 كم² وكثافة السكان 282 لكل كم² .